# What Will the Neighbours Say?
What Will the Neighbours Say? drugi je studijski album britanskog ženskog pop sastava Girls Aloud, objavljen 29. studenog 2004. godine u Velikoj Britaniji u izdanju diskografske kuće Polydor Records. Kompletan album producirao je Briana Higginsa i njegov produkcijski tim Xenomania. Album je dobio pozitivine ocjene od većine glazbenih kritičara, a prodan je u više od 630,000 primjeraka. Nagrađen je dvostrukom platinastom certifikacijom u Velikoj Britaniji i Irskoj.

## Singlovi
Prvi singl s albuma "What Will the Neighbours Say?" bio je "The Show", koji je izdan 28. lipnja 2004. godine, a dospio je na drugo mjesto UK Singles Chart top ljestvice. Drugi singl s albuma bio je "Love Machine", koji je debitirao na drugo mjesto top ljestvice singlova gdje je ostao dva uzastopna tjedna. Singl je dobio pozitivne kritike od strane glazbenih kritičara. Kao treći singl izdan je "I'll Stand by You", obrada pjesme sastava The Pretenders. Singl je debitirao na prvom mjestu UK Singles Chart. Pjesma "Wake Me Up" bila je posljednji singl izdan s albuma, dospio je na četvrto mjesto top ljestvice singlova.

## Komercijalni uspjeh
Album "What Will the Neighbours Say?" dospio je na šesto mjesto UK Albums Chart i postao je njihov drugi uzastopni album u top deset. Nagrađen je dvostrukom platinastom certifikacijom s prodatih 630,000 primjeraka u konačnici. 

## Popis pjesama
| Br. | Skladba             | Trajanje |
| --- | ------------------- | -------- |
| 1.  | »The Show«          | 3:36     |
| 2.  | »Love Machine«      | 3:25     |
| 3.  | »I'll Stand by You« | 3:43     |
| 4.  | »Jump«              | 3:39     |
| 5.  | »Wake Me Up«        | 3:27     |
| 6.  | »Deadlines & Diets« | 3:57     |
| 7.  | »Big Brother«       | 3:58     |
| 8.  | »Hear Me Ou«        | 3:42     |
| 9.  | »Graffiti My Soul«  | 3:14     |
| 10. | »Real Life«         | 3:41     |
| 11. | »Here We Go«        | 3:45     |
| 12. | »Thank Me Daddy«    | 3:22     |

## Top ljestvice
| Top ljestvice (2004.)           | Pozicija |
| ------------------------------- | -------- |
| Estonian Albums Charts          | 88       |
| European Albums Chart           | 9        |
| Greek International Album Chart | 10       |
| Irish Albums Chart              | 12       |
| UK Albums Chart                 | 6        |